# ريشي ريتش
ريشي ريتش (بالإنجليزية: Rishi Rich)‏ هو كاتب أغاني وملحن ومنتج أسطوانات بريطاني، ولد في 30 يونيو 1976 في كرويدون في المملكة المتحدة.

## وصلات خارجية
- الموقع الرسمي
- ريشي ريتش على موقع IMDb (الإنجليزية)
- ريشي ريتش على موقع ميوزك برينز (الإنجليزية)
- ريشي ريتش على موقع ديسكوغز (الإنجليزية)
- ريشي ريتش على موقع قاعدة بيانات الفيلم (الإنجليزية)